# Anouchka Delon
Anouchka Delon (Gien, 25 novembre 1990) è un'attrice francese di origine olandese.

## Biografia
Anouchka Delon è nata il 25 novembre 1990 a Gien, nel dipartimento di Loiret (Francia), da madre di origine olandese, Rosalie van Breemen (che è una modella, conduttrice televisiva e giornalista) e da padre di origine francese, Alain Delon (attore, regista e produttore cinematografico). Ha un fratello minore, Alain-Fabien Delon, e un fratellastro maggiore, Anthony Delon. È cresciuta tra la Svizzera e i Paesi Bassi fino all'età di undici anni, per poi trasferirsi con la sua famiglia a Parigi.

## Carriera
Anouchka Delon nel 2003, all'età di dodici anni, ha recitato con suo padre nel film televisivo Le Lion, un adattamento del romanzo omonimo di Joseph Kessel, in cui ha ricoperto il ruolo di Patricia Bullitt. Dal 2007 al 2010 ha seguito il Cours Simon a Parigi e dopo aver completato l'istruzione primaria si è iscritta presso la scuola Jeannine-Manuel, dove nel 2009 ha conseguito la maturità letteraria con opzione internazionale.
Nel 2011 si è esibita con suo padre sul palco del Théâtre des Bouffes-Parisiens, nell'opera teatrale Une journée ordinaire di Éric Assous. Nello stesso anno ha narrato i documentari Amour et sexe sous l'occupation e L'Occupation intime. Nel 2013 e nel 2014 è andata in tournée con lo stesso spettacolo. Nel gennaio 2015 ha recitato nell'opera Hibernatus presso il Théâtre de la Michodière. Nello stesso anno ha partecipato al game show Fort Boyard.
Nel gennaio 2016, con il suo compagno Julien Dereims, ha interpretato il personaggio di Julia, in un adattamento di Éric-Emmanuel Schmitt dell'opera Libres sont les papillons presso il Théâtre Rive Gauche e nel 2017 ha proseguito con la tournée.
Nel 2019 ha recitato nel suo primo lungometraggio Toute ressemblance..., diretto da Michel Denisot. L'anno successivo, nel 2020, ha ricoperto il ruolo di Maria nel film Le café de mes souvenirs, una commedia franco-finlandese diretta da Valto Baltzar. Nello stesso anno ha preso parte al cast del film televisivo I love you coiffure, diretto da Muriel Robin, nel ruolo di Chantal. Nel 2022 è apparsa con il ruolo di Lina nella miniserie Sacha. L'anno successivo, nel 2023, ha fatto parte del cast del lungometraggio Le Voyage en pyjama, diretto da Pascal Thomas, nel ruolo di Sofia. Nel 2024 ha ottenuto il ruolo di Delphine Berard nel film Hi How Are You?, diretto da Clémy Clarke.

## Vita privata
Anouchka Delon dall'inizio degli anni 2010 è legata sentimentalmente all'attore Julien Dereims, con il quale ha avuto un figlio, Lino, nato il 15 febbraio 2020. L'anno successivo, nel 2021, è convolata a nozze con il compagno.

## Filmografia

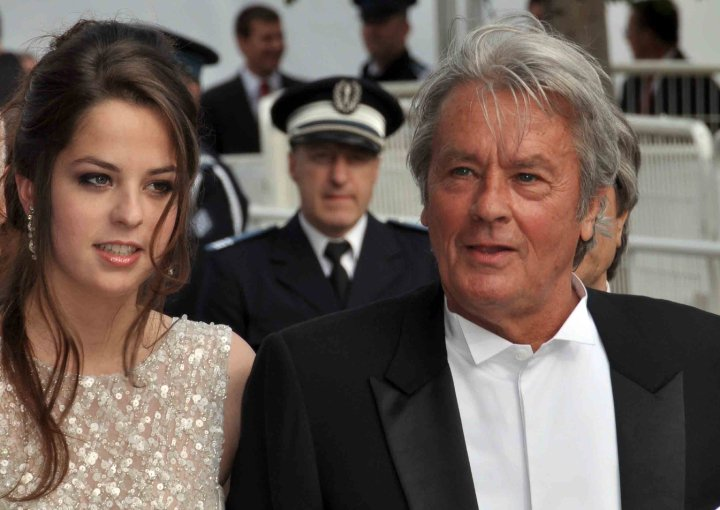
Anouchka Delon con suo padre Alain Delon al Festival di Cannes 2010.

### Attrice

#### Cinema
- Toute ressemblance..., regia di Michel Denisot (2019)
- Le Café de mes souvenirs, regia di Valto Baltzar (2020)
- Le Voyage en pyjama, regia di Pascal Thomas (2023)
- Hi How Are You?, regia di Clémy Clarke (2024)

#### Televisione
- Le Lion, regia di José Pinheiro – film TV (2003)
- I love you coiffure, regia di Muriel Robin – film TV (2020)
- Sacha, regia di Léa Fazer – miniserie TV (2022)

### Doppiatrice
- Amour et sexe sous l'occupation, regia di Isabelle Clarke e Daniel Costelle – documentario (2011)
- L'Occupation intime, regia di Isabelle Clarke e Daniel Costelle – documentario (2011)

## Teatro

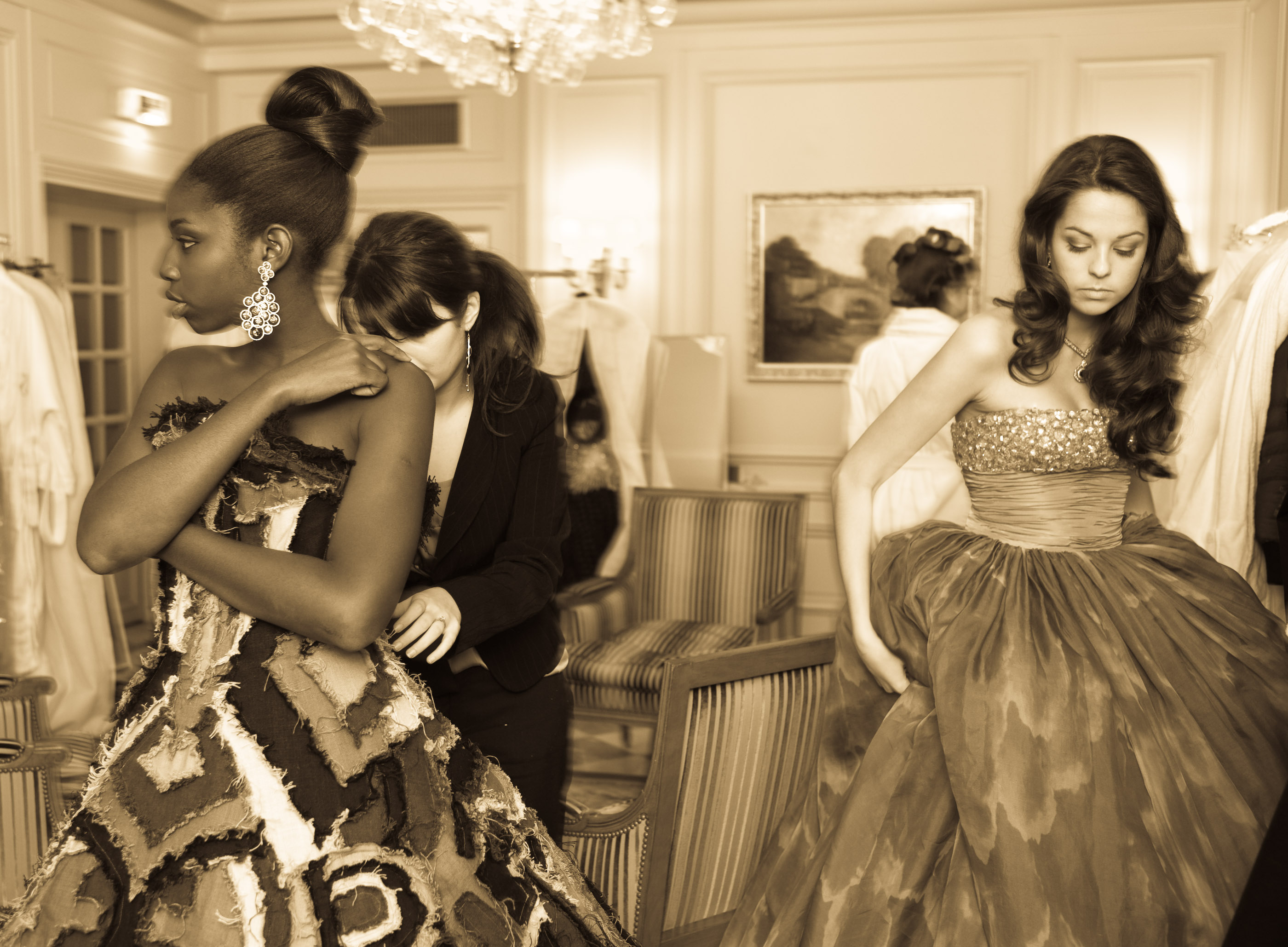
Anouchka Delon (a destra) come debuttante a Parigi nel 2008

- Une journée ordinaire di Éric Assous, diretto da Jean-Luc Moreau, Théâtre des Bouffes-Parisiens (2011)
- Une journée ordinaire di Éric Assous, diretto da Anne Bourgeois (2013-2014) – tournée
- Hibernatus di Jean Bernard-Luc, diretto da Steve Suissa, Théâtre de la Michodière (2015)
- Libres sont les papillons di Leonard Gershe, diretto da Jean-Luc Moreau, Théâtre Rive Gauche (2017) – tournée

## Programmi televisivi
- Fort Boyard (2015) – guest star